# Хун-Чи (Бирдикский айылный аймак)
Хун-Чи (кирг. Хун Чи) — село в Ысык-Атинском районе Чуйской области Кыргызстана. Входит в состав Бирдикского айылного аймака.

## География
Село расположено на севере центральной части области, на левом берегу реки Ысык-Ата, на расстоянии приблизительно 6 километров (по прямой) к северо-востоку от города Кант, административного центра района.

## Население
Согласно оценочным данным Национального статистического комитета Кыргызской Республики, численность населения села на начало 2023 года составляла 185 человек.
| год     | 2009 | 2014 | 2015 | 2020 | 2021 | 2023 |
| ------- | ---- | ---- | ---- | ---- | ---- | ---- |
| человек | 171  | 197  | 173  | 182  | 184  | 185  |